# 妙勝寺 (岡山市)
妙勝寺（みょうしょうじ）は、岡山県岡山市北区船頭町にある日蓮宗の寺院。山号は明光山。旧本山は京都妙覚寺、奠師法縁(奠統会)。

## 歴史
南北朝時代に師の日像菩薩の命で中国地方を巡錫した大覚妙実が創建した。『備陽国誌』では戦国時代に能勢修理大夫頼吉が創建したと伝えられているが、この人物は宇喜多秀家の家臣・能勢八十郎の父で鎌倉妙本寺に伝わる過去帳『妙本寺大堂常什回向帳』に記載された「寿讃」（法名）と同一人物と推定されている。
昭和20年（1945年）の岡山大空襲では石造の大覚塔、能勢頼吉の墓石、大銀杏等を残して本堂、客殿、書院、七面堂、法珠堂、毘沙門堂、鐘楼、山門等の木造建築を一宇を残さず焼失した。その後昭和27年（1952年）に西村多吉の寄進により大鐘楼を再建したのをはじめ、諸堂が復興された。

## 境内
- 本堂

## 歴代
- 大覚妙実